# B'z COMPLETE SINGLE BOX
『B'z COMPLETE SINGLE BOX』（ビーズ・コンプリート・シングル・ボックス）は、日本のロックユニット・B'zが2017年8月30日にVERMILLION RECORDSから発売されたボックス・セットである。

## 概要
iTunesから配信されていた『The Complete B'z』（2012年に配信停止）以来となるボックス・セットであり、CD規格としては今作が初めてである。
1stシングル『だからその手を離して』から53rdシングル『声明/Still Alive』までの全53作品（117曲）を収録しており、全曲デジタル・リマスタリング仕様となっている。また1st〜3rdと14th〜26thシングルは初の12cmCD仕様となる。
特典DVDとして52ndシングル表題曲までのライブ映像が収録された「B'z LIVE-GYM COLLECTION」が付属する。ほとんどが過去の映像作品だが新規収録も存在している。
本作の発売に合わせ、7月1日より全国のセブン-イレブンにて「B'z×セブン-イレブンフェア」が開催された。
5万9400円と高額の商品でありながら、発売初週で5,333枚の売上を記録し、9月11日付のオリコン週間アルバムランキングで初登場8位を獲得。これにより、2009年9月21日付の同ランキングで10位を獲得したビートルズの『ザ・ビートルズ MONO BOX』の単価3万9800円を上回り、男性アーティスト史上最高額商品でのTOP10入りを果たした。その後、2018年1月1日付のオリコン週間アルバムランキングで6位に返り咲いた。

## リリース形態
本作は「Black Edition」とセブン-イレブン限定完全予約受注生産「Trailer Edition」の2種類存在する。
Black Edition
CD：1st～53rdシングル全117曲収録53枚
特典DVD：ライブ映像集「B'z LIVE-GYM COLLECTION」
歴代写真入り歌詞ブックレット100ページ
LPサイズスペシャルパッケージ仕様
シリアルナンバー入り
各店舗別予約先着購入特典
セブンネットショッピング：A1サイズポスター
Musing：タペストリー
タワーレコード：バンダナ
山野楽器：カードホルダー
ローソンHMV：缶ミラー
TSUTAYA RECORDS：折りたたみ傘
新星堂/WonderGOO：LPサイズバック
Amazon：Wポケットクリアファイル
楽天ブックス：クリアファイル
その他店舗：ポストカード
B'z SHOWCASE 2017 -B'z In Your Town- 会場限定：モバイルバッテリー
Trailer Edition
CD：1st～53rdシングル全117曲収録53枚
特典DVD：ライブ映像集「B'z LIVE-GYM COLLECTION」
CDおよびDVD全収納可能トレーラー型ボックス
歌詞ブックレット116ページ
歴代写真入りスペシャルデジパック仕様
シリアルナンバー入り(トレーラーのナンバーに刻印)
B'zスペシャルカード(全3種)
招待制ライブ セブン-イレブンpresents「B'z PREMIUM LIVE」への抽選権（東京、大阪各2500名、計5000名を招待）

## 収録曲
各シングルの収録曲および曲順は各リンク先を参照

### CD
DISC 01：『だからその手を離して』
DISC 02：『君の中で踊りたい』
DISC 03：『LADY-GO-ROUND』
DISC 04：『BE THERE』
DISC 05：『太陽のKomachi Angel』
DISC 06：『Easy Come, Easy Go!』
DISC 07：『愛しい人よGood Night...』
DISC 08：『LADY NAVIGATION』
DISC 09：『ALONE』
DISC 10：『BLOWIN'』
DISC 11：『ZERO』
DISC 12：『愛のままにわがままに 僕は君だけを傷つけない』
DISC 13：『裸足の女神』
DISC 14：『Don't Leave Me』
DISC 15：『MOTEL』
DISC 16：『ねがい』
DISC 17：『love me, I love you』
DISC 18：『LOVE PHANTOM』
DISC 19：『ミエナイチカラ 〜INVISIBLE ONE〜/MOVE』
DISC 20：『Real Thing Shakes』
DISC 21：『FIREBALL』
DISC 22：『Calling』
DISC 23：『Liar! Liar!』
DISC 24：『さまよえる蒼い弾丸』
DISC 25：『HOME』
DISC 26：『ギリギリchop』
DISC 27：『今夜月の見える丘に』
DISC 28：『May』
DISC 29：『juice』
DISC 30：『RING』
DISC 31：『ultra soul』
DISC 32：『GOLD』
DISC 33：『熱き鼓動の果て』
DISC 34：『IT'S SHOWTIME!!』
DISC 35：『野性のENERGY』
DISC 36：『BANZAI』
DISC 37：『ARIGATO』
DISC 38：『愛のバクダン』
DISC 39：『OCEAN』
DISC 40：『衝動』
DISC 41：『ゆるぎないものひとつ』
DISC 42：『SPLASH!』
DISC 43：『永遠の翼』
DISC 44：『SUPER LOVE SONG』
DISC 45：『BURN -フメツノフェイス-』
DISC 46：『イチブトゼンブ/DIVE』
DISC 47：『MY LONELY TOWN』
DISC 48：『さよなら傷だらけの日々よ』
DISC 49：『Don't Wanna Lie』
DISC 50：『GO FOR IT, BABY -キオクの山脈-』
DISC 51：『有頂天』
DISC 52：『RED』
DISC 53：『声明/Still Alive』

### DVD「B'z LIVE-GYM COLLECTION」

#### DISC 01
1. だからその手を離して [B'z LIVE-GYM Pleasure '91] (1991/7/19 大阪城ホール)
2. 君の中で踊りたい [B'z LIVE-GYM Pleasure '91] (1991/8/17 日本武道館)
3. LADY-GO-ROUND [B'z LIVE-GYM -BREAK THROUGH-] (1990/5/9 渋谷公会堂)
4. BE THERE [B'z LIVE-GYM Pleasure '97 -FIREBALL-] (1997/3/23 東京ドーム)
5. 太陽のKomachi Angel [B'z LIVE-GYM Pleasure'91] (1991/7/19 大阪城ホール)
6. Easy Come, Easy Go! [B'z LIVE-GYM 2012 -Into Free- EXTRA] (2012/10/25 大阪城ホール)
7. 愛しい人よGood Night... [B'z LIVE-GYM Pleasure '92 -TIME-] (1992/8/20 横浜アリーナ)
8. LADY NAVIGATION [B'z LIVE-GYM Pleasure 2013 -ENDLESS SUMMER-] (2013/7/31 會津風雅堂)
9. ALONE [B'z LIVE-GYM '91～'92 -IN THE LIFE-] (1992/4/24 東京ベイNKホール)
10. BLOWIN' [B'z LIVE-GYM Pleasure '92 -TIME-] (1992/8/20 横浜アリーナ)
11. ZERO [B'z LIVE-GYM Pleasure '93 -JAP THE RIPPER-] (1993/8/1 渚園)
12. 愛のままにわがままに 僕は君だけを傷つけない [B'z LIVE-GYM '93 -RUN-] (1993/6/18 国立代々木競技場 第一体育館)
13. 裸足の女神 [B'z LIVE-GYM '93 -RUN-] (1993/6/18 国立代々木競技場 第一体育館)
14. Don't Leave Me [B'z LIVE-GYM '94 "THE 9TH BLUES <Part2>"] (1994/12/11 国立代々木競技場 第一体育館)
15. MOTEL [B'z LIVE-GYM '94 "THE 9TH BLUES <Part2>"] (1994/12/11 国立代々木競技場 第一体育館)
16. ねがい [B'z LIVE-GYM Pleasure '95 -BUZZ!!-] (1995/8/25 千葉マリンスタジアム)
17. love me, I love you [B'z LIVE-GYM Pleasure '95 -BUZZ!!-] (1995/8/25 千葉マリンスタジアム)
18. LOVE PHANTOM [B'z LIVE-GYM Pleasure '95 -BUZZ!!-] (1995/8/25 千葉マリンスタジアム)
19. ミエナイチカラ 〜INVISIBLE ONE〜 [B'z LIVE-GYM '96 -Spirit LOOSE-] (1996/5/22 国立代々木競技場 第一体育館)
20. MOVE [B'z LIVE-GYM '96 -Spirit LOOSE-] (1996/5/22 国立代々木競技場 第一体育館)
21. Real Thing Shakes [B'z LIVE-GYM '96 -Spirit LOOSE-] (1996/5/22 国立代々木競技場 第一体育館)
22. FIREBALL [B'z LIVE-GYM Pleasure '97 -FIREBALL-] (1997/3/23 東京ドーム)
23. Calling [B'z LIVE-GYM Pleasure '97 -FIREBALL-] (1997/3/23 東京ドーム)
24. Liar! Liar! [B'z LIVE-GYM '99 -Brotherhood-] (1999/8/29 横浜国際総合競技場)
25. さまよえる蒼い弾丸 [B'z LIVE-GYM '99 -Brotherhood-] (1999/8/29 横浜国際総合競技場)
26. HOME [B'z LIVE-GYM '99 -Brotherhood-] (1999/8/29 横浜国際総合競技場)
27. ギリギリchop [B'z LIVE-GYM '99 -Brotherhood-] (1999/8/29 横浜国際総合競技場)

#### DISC 02
1. 今夜月の見える丘に [B'z LIVE-GYM 2001 -ELEVEN-] (2001/7/15 西武ドーム)
2. May [B'z LIVE-GYM Pleasure 2000 -juice-] (2000/8/13 千葉マリンスタジアム)
3. juice [B'z LIVE-GYM 2001 -ELEVEN-] (2001/7/15 西武ドーム)
4. RING [B'z LIVE-GYM Pleasure 2000 -juice-] (2000/8/9 千葉マリンスタジアム)
5. ultra soul [B'z LIVE-GYM 2001 -ELEVEN-] (2001/7/15 西武ドーム)
6. GOLD [B'z LIVE-GYM 2001 -ELEVEN-] (2001/7/15 西武ドーム)
7. 熱き鼓動の果て [B'z LIVE-GYM 2002 -GREEN ～GO★FIGHT★WIN～-] (2002/8/31 横浜国際総合競技場)
8. IT'S SHOWTIME!! [B'z LIVE-GYM The Final Pleasure -IT'S SHOWTIME!!-] (2003/9/21 渚園)
9. 野性のENERGY [B'z LIVE-GYM The Final Pleasure -IT'S SHOWTIME!!-] (2003/9/21 渚園)
10. BANZAI [B'z LIVE-GYM 2005 -CIRCLE OF ROCK-](2005/9/19 大阪ドーム)
11. ARIGATO [B'z SHOWCASE 2007 -19-] (2007/6/21 Zepp Tokyo)
12. 愛のバクダン [B'z LIVE-GYM 2005 -CIRCLE OF ROCK-] (2005/9/19 大阪ドーム)
13. OCEAN [B'z LIVE-GYM 2005 -CIRCLE OF ROCK-] (2005/9/19 大阪ドーム)
14. 衝動 [B'z LIVE-GYM 2006 -MONSTER'S GARAGE-] (2006/8/10 東京ドーム)
15. ゆるぎないものひとつ [B'z LIVE-GYM 2006 -MONSTER'S GARAGE-] (2006/8/20 ナゴヤドーム)
16. SPLASH! [B'z LIVE-GYM 2006 -MONSTER'S GARAGE-] (2006/8/10 東京ドーム)
17. 永遠の翼 [B'z LIVE-GYM 2008 -ACTION-] (2008/7/6 日本ガイシホール)
18. SUPER LOVE SONG [B'z LIVE-GYM 2008 -ACTION-] (2008/7/6 日本ガイシホール)
19. BURN -フメツノフェイス- [B'z LIVE-GYM 2008 -ACTION-] (2008/7/6 日本ガイシホール)
20. イチブトゼンブ [B'z LIVE-GYM 2010 -Ain't No Magic-] (2010/3/7 東京ドーム)
21. DIVE [B'z LIVE-GYM 2010 -Ain't No Magic-] (2010/3/7 東京ドーム)
22. MY LONELY TOWN [B'z LIVE-GYM 2010 -Ain't No Magic-] (2010/3/7 東京ドーム)
23. さよなら傷だらけの日々よ [B'z LIVE-GYM 2011 -C'mon-] (2011/12/18 京セラドーム大阪)
24. Don't Wanna Lie [B'z LIVE-GYM 2011 -C'mon-] (2011/12/18 京セラドーム大阪)
25. GO FOR IT, BABY -キオクの山脈- [B'z LIVE-GYM 2012 -Into Free- EXTRA] (2012/10/25 大阪城ホール)
26. 有頂天 [B'z LIVE-GYM 2015 -EPIC NIGHT-] (2015/7/26 ナゴヤドーム)
27. RED [B'z LIVE-GYM 2015 -EPIC NIGHT-] (2015/7/26 ナゴヤドーム)